# Посталезіо
Посталезіо (італ. Postalesio) — муніципалітет в Італії, у регіоні Ломбардія, провінція Сондріо.
Посталезіо розташоване на відстані близько 530 км на північний захід від Рима, 95 км на північний схід від Мілана, 7 км на захід від Сондріо.
Населення — 671 особа (2014).

## Демографія
Населення за роками:

Станом на 1 січня 2023 року в муніципалітеті офіційно проживало 67 іноземців з 10 країн, серед них 30 громадян країн Євросоюзу.

## Сусідні муніципалітети
- Бербенно-ді-Вальтелліна
- Кайоло
- Кастьоне-Андевенно
- Чедраско
- Фузіне
- Торре-ді-Санта-Марія